# FCアウクスブルクの選手一覧
FCアウクスブルクの選手一覧は、FCアウクスブルクに所属した経験のある選手の一覧。

## 選手

### GK
| - アレクサンダー・マンニンガー - ヨアニス・ゲリオス | - ヤニク・エットル | - マルヴィン・ヒッツ |

### DF
| - パウル・フェルハーフ - コスタス・スタフィリディス - ダニエル・オパレ - ラグナル・クラヴァン | - ジェフリー・ハウウェレーウ - クリストフ・ヤンカー - ヤン＝イングヴァー・カールセン＝ブラッカー | - マルコ・シュスター - フィリップ・マックス - ラファエル・フラムベルガー - マイク・ウーデ |

### MF
| - マルクス・フォイルナー - ダニエル・バイアー - アレクサンダー・エッスヴァイン - トビアス・ヴェルナー | - ヤン・モラーヴェク - ピオトル・トロホウスキ - ドミニク・コール | - マックス・ラインターラー - アリフ・エキン - ティム・リーダー |

### FW
| - ハリル・アルティントップ - ショーン・パーカー - アルビアン・アジェティ | - ティム・マタヴジュ - ラウール・ボバディジャ | - バスティアン・クルツ - カイウビー |